# Nikola Padevski
Nikola Padevski   (Plòvdiv, 29 de maig de 1933 - 17 de desembre de 2023) va ser un jugador d'escacs búlgar que tenia el títol de Gran Mestre Internacional des de 1964.

## Biografia
Va esdevenir Campió de Bulgària el 1954, títol que repetiria els anys 1955, 1962 i 1964; en aquest darrer va haver de jugar un play-off després del qual va guanyar el títol de Gran Mestre, després d'inicialment haver obtingut el de Mestre Internacional el 1957.
Pel que fa a torneigs internacionals, Padevsky empatà al primer lloc als torneigs internacionals de Varna 1960 i Varna 1975, guanyà en solitari la primera edició del Memorial Akiba Rubinstein a Polanica Zdroj el 1963, i guanyà a Atenes 1983 (Torneig Acropolis). El 1968 fou un dels participants al fort Torneig de Montecarlo, on hi acabà en 12è lloc (el campió fou Bent Larsen).
Padevsky va jugar al Campionat del món d'estudiants per equips sis cops (cada any entre 1954 i 1959). Jugant al primer tauler el 1959, va contribuir a la medalla d'or assolida pel seu país. Va participar, representant Bulgària, en onze Olimpíades d'escacs (totes les celebrades entre 1956 i 1978 llevat de la de 1976), jugant al primer tauler en les edicions de 1956, 1962 i 1964.